# Jiaotong-Universität Shanghai

Die Jiaotong-Universität Shanghai (chinesisch 上海交通大學 / 上海交通大学, Pinyin Shànghǎi Jiāotōng Dàxué, englisch Shanghai Transport University, kurz: SJTU; oder: 上海交大,  Shànghǎi Jiāo Dà) ist eine 1896 gegründete chinesische Universität in Shanghai. Sie ist Gründungsmitglied der C9-Liga.
Der Name Jiaotong ist die Transkription des chinesischen Wortes 交通 (pinyin: Jiāotōng; Wade-Giles: Chiaotung). Dieses Wort bedeutet ungefähr Verkehr, Transport oder Kommunikation (etwas, das verbindet) und ist in mehreren Fällen Bestandteil von chinesischen Universitätsnamen, in denen es meist unübersetzt bleibt.
Die Jiaotong-Universität Shanghai erstellt das so genannte Shanghai-Ranking, eine Bewertung von Hochschulen weltweit, das, neben dem Higher Education Supplement der Times, als eines der weltweit meistzitierten gilt.

## Bekannte Absolventen und Dozenten

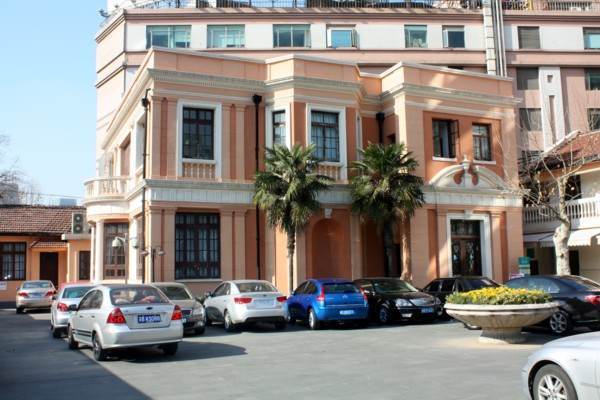
Gebäude der Jiaotong-Universität Shanghai in der Zihong Road

- Cai E (蔡鍔), 1882–1916, Kriegsherr und General, schuf und führte eine Armee gegen Yuan Shikai;
- Wen Tsing Chow (周文俊), 1918–2001, amerikanischer Raketenleitsystem-Wissenschaftler und Computerpionier;
- Ding Guangen (丁關根), 1929–2012, Eisenbahnminister der VR China und Leiter der Propagandaabteilung des ZK der KPCh;
- Georges Enderle, *1943, Schweizer Wirtschaftsethiker;
- Mareile Flitsch (傅玛瑞), *1960, Ethnologin;
- Huang Yanpei (黃炎培), 1878–1965, Industrieller, Gründungsvorsitzender der Chinesischen Demokratischen Liga, Vize-Premierminister der VR China;
- Jiang Zemin (江澤民), 1926–2022, ehemaliger Präsident der Volksrepublik China;
- Lu Dingyi (陸定一), 1906–1996, Vize-Premierminister und Kulturminister der VR China;
- Mao Daolin (茅道林), *1963, ehemaliger Vorstand von sina.com, Schwiegersohn von Präsident Hu Jintao;
- Mao Yisheng (茅以升), 1896–1989, Bauingenieur und Tragwerksplaner;
- Qian Xuesen (錢學森), 1911–2009, Raketen- und Weltraumforscher;
- Andreas Schreitmüller, *1956, deutscher Medienwissenschaftler;
- Shao Lizi (邵力子), 1882–1967, Gründungsmitglied der KPCh, später Mitglied des Parteivorstands des RK-KMT und Mitglied der ersten Regierung der VR China (1949–1954);
- Shen Nanpeng (沈南鵬; Neil Shen), *1967, Gründer von Ctrip.com, China-Chef von Sequoia Capital;
- Georg Simbruner, *1945, österreichischer Neonatologe;
- Horst Sund, 1926–2021, deutscher Chemiker, Rektor der Universität Konstanz;
- An Wang (王安), 1920–1990, amerikanischer Informatiker und Erfinder, Gründer der Wang Laboratories;
- Wang Daohan (汪道涵), 1915–2005, Oberbürgermeister von Shanghai, Präsident der Gesellschaft für die Beziehungen zwischen beiden Seiten der Taiwan-Straße;
- Wu Wenjun (吳文俊), *1919, Mathematiker, Träger des Shaw-Preises;
- Ying Lexing (嬴乐星), * 1978, Mathematiker;
- Zou Taofen (鄒韜奮), 1895–1944, Journalist und politischer Kommentator;
- Ghil’ad Zuckermann (诸葛漫), * 1971, Sprachwissenschaftler.